# Артиллерийская лошадь

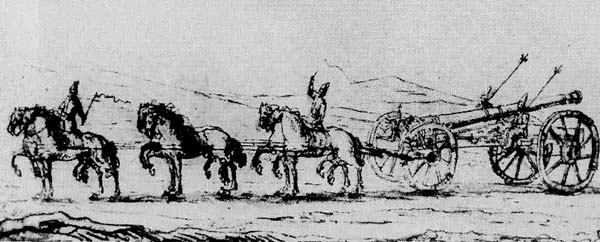
Пушка большого наряда (осадной артиллерии), гравюра из альбома Э. Пальмквиста, 1674 год.

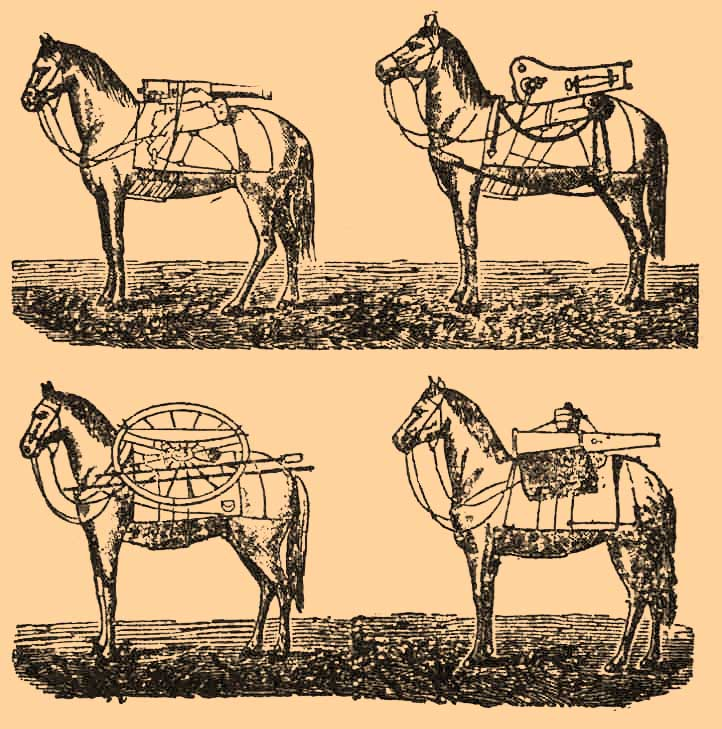
Транспортировка горного орудия вьючными лошадьми (из словаря Брокгауза и Евфрона).

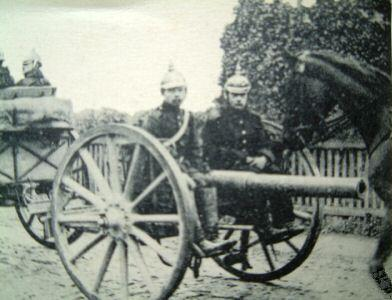
Германское буксируемое орудие, Первая мировая война.

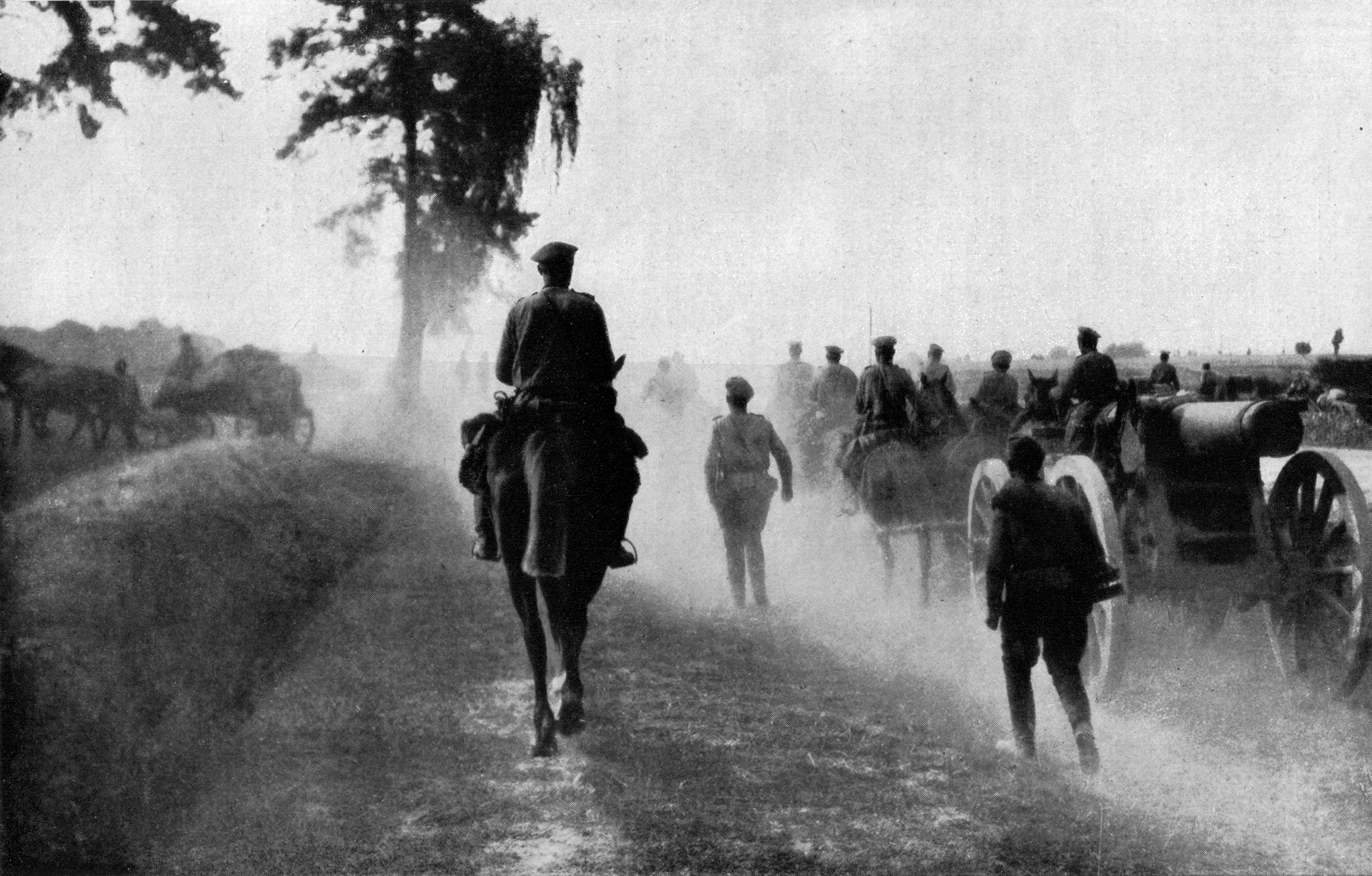
Русская артиллерия на марше, 1917 год.

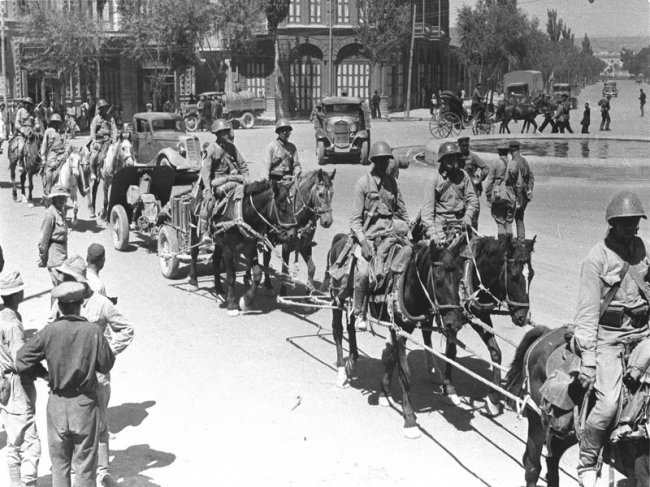
Советская артиллерия на марше, Иран, август 1941 года.

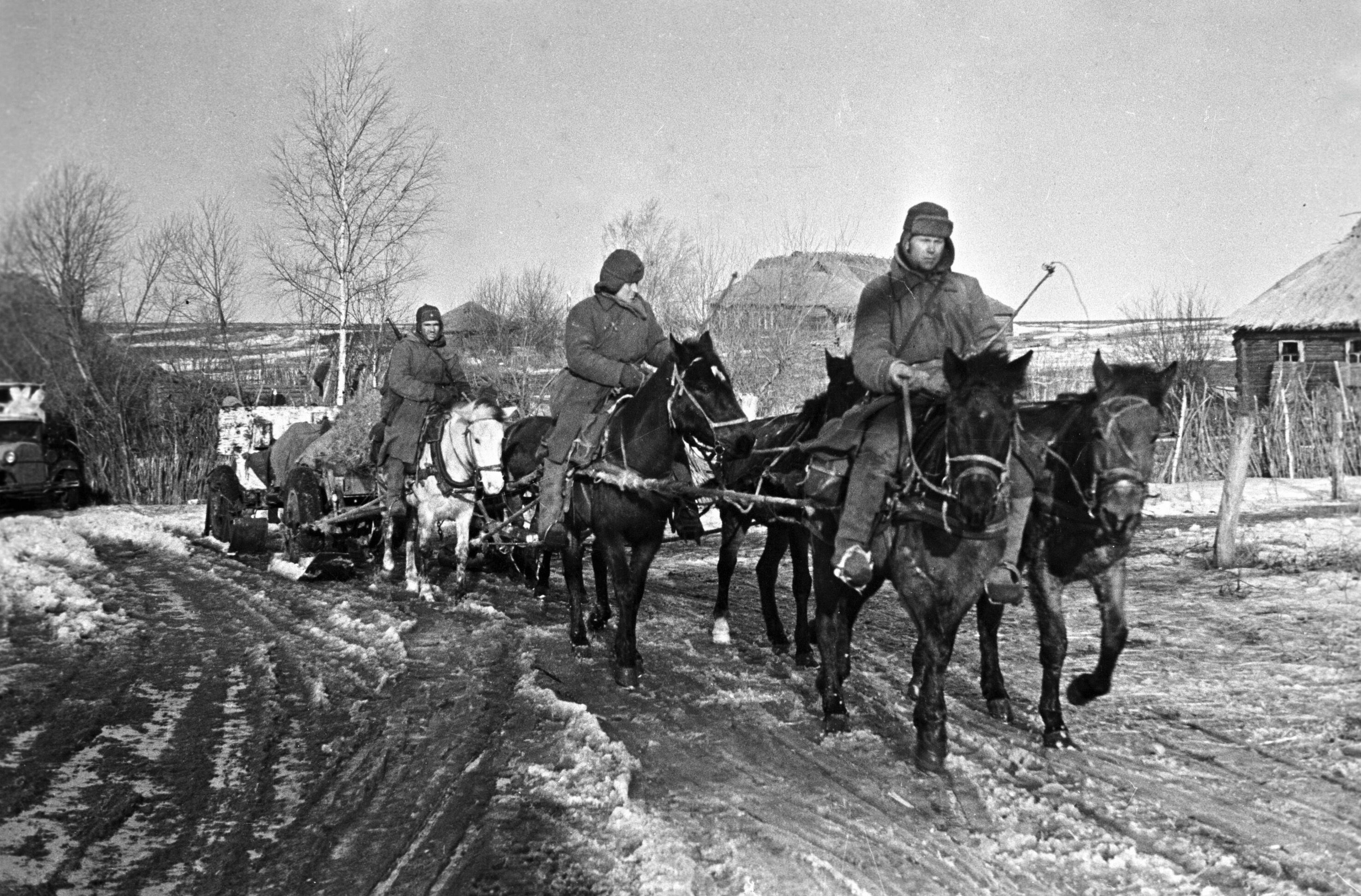
Конный обоз артиллерии полка 144-й стрелковой дивизии выдвигается на линию фронта северо-западнее Вязьмы, 1 марта 1943 года.

Артиллерийская лошадь — лошадь из конского запаса, назначенная по штату воинской части войск исключительно предназначенная для возки орудий.
На начало XX столетия, в Русских гвардии и армии Вооружённых Сил Российской Империи, артиллерийские лошади разделялись на орудийные и вьючные, в батареях и парках, и являлись конским составом формирований. Артиллерийских лошадей приучали, обваживая чаще вокруг орудий, особенно перед дачей овса. С развитием военного дела артиллерийские лошади постепенно заменялись автомобильным транспортом.

«Есть ли что-либо невозможное, например, в том, что автомобили не только вполне заменят повозки в обозах, но проберутся даже в полевую артиллерию. Вместо полевых орудий с конскою упряжью войдут в состязание на поле сражения подвижные бронированные батареи, и битва сухопутная уподобится битве морской»— Д. А. Милютин, «Старческие размышления о современном положении военного дела в России» (1912 год).

## История
В связи с развитием цивилизаций, совершенствовалось и военное дело, в том числе и его составные части артиллерийская и конная. Лошади были впервые использованы человеком около 4 200 лет тому назад. А в другом источнике указано что около 5,7 — 5,1 тысячи лет назад люди сделали лошадей основным источником мясной и молочной пищи и заложили основы верховой езды. Первые свидетельства того, что лошади участвовали в боевых действиях относятся к 4000 — 3000 годам до нашей эры.
Артиллерия в сухопутных войсках вооружённых сил должна была быть обеспечена всем необходимым настолько, чтобы, по возможности, безостановочно функционировать как на поле сражения, так и в походе. Поэтому, кроме комплектных предметов вооружения и боевых припасов, она имела ещё нужду в запасных людях, лошадях, материалах, частях орудий, передков, зарядных ящиков и обоза, шанцевом инструменте, всякого рода принадлежности и мастерском инструменте.
В Русском войске при пушкарском приказе состояли фуръеры, то есть дворяне при артиллерийских лошадях.
На окончание XIX и начало XX столетий, в гвардии и армии Вооружённых Сил Российской Империи, из конского запаса, по штатам их частей войск по «Положению о покупке лошадей для армии», все вообще лошади делились на:
- 1) казённо-офицерских;
- 2) верховых;
- 3) орудийных;
- 4) вьючных[1].

Гвардейская и армейская артиллерия обслуживалась лошадьми всех четырёх категорий, но в тесном смысле артиллерийские лошади составляли только две последних. Например в конно-артиллерийском дивизионе лошади содержались в мирное время на все 6 орудий.
Поставляемые в русские войска лошади, будучи предназначены для различных функций, в зависимости от своих качеств, шли в гвардейские и армейские кавалерию, артиллерию. На лошадей разных категорий соответственно и цены были различными: так цены на верховых и артиллерийских лошадей в полтора раза превышали цены на обозных лошадей 2-го разряда. При этом закупочная цена военного ведомства на лошадь, по которым брали её в войска, могла существенно отличаться от рыночной. Например, верховая и артиллерийская лошадь стоили 355 рублей за голову, а обозная первого разряда — 270, и обозная второго разряда — 195 рублей. Орудийные лошади в Российской империи закупались, главным образом, в Тамбовской и Приволжских губерниях. Отдельно были выделены Сибирь и Туркестан.
Для покупки орудийной лошади казною ассигновались довольно значительные средства, от 175 до 500 рублей за культурную оповоженную лошадь. Возраст лошади при покупке осенью должен был быть не менее 3½ и не более 5½ лет, а при покупке весной — не менее четырёх и не более 6 лет.
Срок службы лошади в Русских гвардии и армии составлял 10 лет, и ежегодно каждый полк получал 1/10 штатного количества лошадей. По истечении срока службы конского состава дозволялось оставлять годных к службе лошадей ещё на два года.
В обозах всех отдельных частей, в дивизионном и в войсковых обозах также имелись запасные лошади, которые могли продолжить работу в случае потери животного или получения травмы лошадьми.
При мобилизации государства и вооружённых сил комплект подъёмных лошадей пополнялся благодаря военно-конской повинности. В России эту повинность собирали особые заведующие военно-конскими участками.
После Большой смуты, Гражданской войны и интервенции в России для конницы, артиллерии и войскового обоза РККА ВС Союза ССР основным источником пополнения конского состава стал специальный фонд «Лошадь — Красной Армии» (ЛКА). По постановлению ЦИК и СНК Союза ССР, от 7 октября 1935 года, и указа Президиума Верховного совета Союза ССР, от 20 августа 1939 года, его отделения создавались во всех колхозах и совхозах.
В фонд ЛКА определялось до 5 % общего лошадиного поголовья Советского Союза, и при этом — самого лучшего. Военные лошади должны были быть возрастом до 7 лет, ростом в холке не ниже 144 сантиметров, и они делились на четыре категории: верховые, артиллерийские, вьючные и обозные. Также пополнение конского состава шло за счёт поставок военными конными заводами и покупки лошадей армейскими ремонтными комиссиями в коневодческих хозяйствах всех государств Союза.
В 1930-х годах, лошади в зависимости от назначения, которое они получали в ВС Союза ССР различались по следующим типам:
- верховой (для укомплектования конницы);
- артиллерийский (для укомплектования артиллерии);
- вьючный (для укомплектования горных войск);
- обозный[21].

## Требования
На начало XX столетия, к орудийной лошади предъявлялись следующие требования, она должна быть костистая, сильная, с лёгкими движениями, имея в виду прежде всего, чтобы она была широка, глубока в подпруге, на низких прочных ногах, с отличным копытом и при общей достаточной длине имела бы крепкую спину и полную широкую почку. Никаких пороков в суставах и сухожилиях не допускалось. Рост лошади для:
- гвардейской артиллерии — 2 аршина 2½ вершка — 2 аршина 5 вершков;
- полевой артиллерии — 2 аршина 2 вершка — 2 аршина 4 вершка.

Наряд в конную артиллерию был очень невелик, и его составляли наиболее сильные и выносливые лошади.
Лошади вьючные — для горной артиллерии при достаточной ширине, должны были отличаться сильными спиной и ногами. Необходимость комплектования горной артиллерии лошадьми, рожденными в горах, представляло не мало затруднений. Хороши для горной артиллерии мулы, но в России их было мало.
В 1930-х годах, к каждому из типов военной лошади Красной Армии предъявлялись специальные требования в отношении экстерьера и производительности. Военная лошадь должна была обладать способностью преодолевать в короткий срок большие расстояния по любым дорогам и без дорог во всякую погоду, в любое время года и суток, а также должна была обладать отличным, устойчивым здоровьем, неприхотливостью к климату и корму.
На конец XX столетия, для необходимой тяги орудия от артиллерийской лошади требуется достаточная подвижность, в сочетании с большой силой. Такие качества может иметь домашняя лошадь широкая, с плотным костяком, с массивным корпусом, глубокая в подпруге, с хорошо развитой грудью, мускулистым, широким и сильным крупом, прочными, правильно поставленными конечностями, с хорошими копытами.
Артиллерийские лошади должны быть уравновешенного типа высшей нервной деятельности, крепкой плотной конституции, нелимфатичными. Рост артиллерийских лошадей — не ниже 149 сантиметров, обхват пясти — не менее 19 сантиметров, а рост идущих для запряжки в корень — не менее 151 сантиметров при обхвате пясти — не менее 20 сантиметров.